# Vesapor
Vesapor (em persa médio: wyhS'pwhl; romaniz.: Wēh-Shāhbur) foi um oficial persa do século VI, ativo durante o reinado do xá Cosroes I (r. 531–579). É conhecido através de seu selo segundo o qual era aspabedes do distrito (custe) de Ninruz.